# Metomilo

El Metomilo es un compuesto químico insecticida perteneciente a la familia de los carbamatos. Su nombre químico (IUPAC) es S-metil (EZ)-N-(metilcarbamoiloxi)tioacetimidato, y su n.º CAS 16752-77-5.
Fue introducido en 1966, pero su uso se halla restringido debido a su elevada toxicidad para los humanos. Se emplea especialmente en alfalfa para forraje.